# Forcipomyia ingenua
Forcipomyia ingenua är en tvåvingeart som beskrevs av John William Scott Macfie 1934. Forcipomyia ingenua ingår i släktet Forcipomyia och familjen svidknott. Inga underarter finns listade i Catalogue of Life.